# Fauvillers
Fauvillers es un municipio situado en la Región Valona, en la provincia de Luxemburgo, Bélgica. Tiene una población estimada, a inicios de 2023, de 2435 habitantes.

## Geografía
Está ubicado al sureste del país, en la zona de las Ardenas, cerca del río Sûre, un afluente del río Mosela.

### Secciones del municipio
El municipio comprende las siguientes secciones:
| - Fauvillers - Hollange - Tintange |

### Pueblos y aldeas del municipio
- en Fauvillers: Bodange, Hotte, Menufontaine, Wisembach
- en Hollange: Burnon, Honville, Malmaison, Sainlez, Strainchamps
- en Tintange: Œil, Romeldange (abandonado), Warnach

## Demografía

### Evolución
El siguiente gráfico refleja la evolución demográfica de Fauvillers, incluyendo los antiguos municipios (hoy secciones) que se fusionaron el 1 de enero de 1977.
| Gráfica de evolución demográfica de Fauvillers entre 1846 y 2023 |
|                                                                  |